# 니콜슨 지역

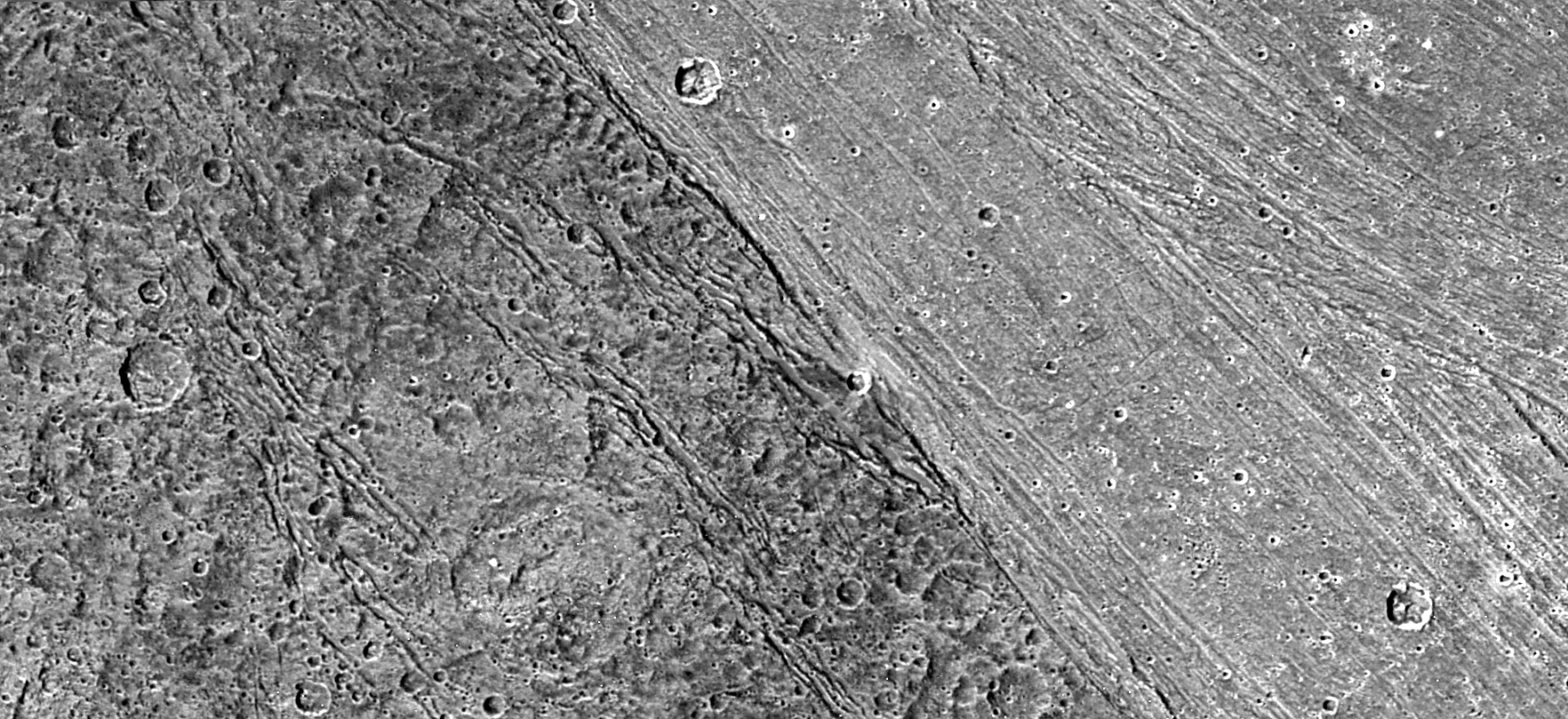
니콜슨 지역의 모습. 오른쪽에 하르파지아 홈이 보인다.

니콜슨 지역(Nicholson Regio)은 목성의 위성인 가니메데에 존재하는 커다란 어두운 지역이다. 길이는 약 3,900km에 달한다. 이 지역의 이름은 미국의 천문학자 이름인 세트 니콜슨을 따왔다.